# Stanisław Kłotkowski
Stanisław Kłotkowski (ur. 1 września 1941 w Józkach, zm. 23 maja 2010) – polski łyżwiarz szybki, reprezentant Polski, mistrz i rekordzista Polski, trener.

## Życiorys
Łyżwiarstwo zaczął uprawiać jako zawodnik Olimpii Elbląg, pod kierunkiem Kazimierza Kalbarczyka, następnie był zawodnikiem Sarmaty Warszawa, gdzie jego trenerami byli Tadeusz Matuszewski i Leszek Ułasiewicz. Był założycielem sekcji łyżwiarskiej w SN PTT Zakopane w 1965 r. - w barwach tego klubu osiągnął największe sukcesy sportowe.
Czterokrotnie uczestniczył w mistrzostwach Europy w wielobojach, zajmując odpowiednio:
- 1968: 27. na 500 m (45.00), 27. na 1500 m (2.18.80), 24. na 5000 m (8.48.10) i 26. miejsce łącznie;
- 1969: 28. na 500 m (44.00), 29. na 1500 m (2.17.40), 30. na 5000 m (9.04.80) i 31. miejsce łącznie;
- 1970: 29. na 500 m (44.48), 25. na 1500 m (2.16.20), 22. na 5000 m (8.18.40) i 26. miejsce łącznie;
- 1971: 35. na 500 m (55.33 - po upadku), 25. na 1500 m (2.17.0), 25. na 5000 m (8.34.3) i 34. miejsce łącznie.

Na mistrzostwach Polski w 1968 rozgrywanych w międzynarodowej obsadzie zajął najlepsze miejsca z Polaków na 1500 m, 5000 m  i 10000 m (5 m. na poszczególnych dystansach). W 1969 r. zwyciężył na 1500 m, 5000 m i 10000 m oraz w klasyfikacji wielobojowej, powtarzając swój sukces na 5000 m, 10000 m i w wieloboju w 1970 r. 
Był rekordzistą Polski na 1000 m (1.28.10 - 4 lipca 1970), 1500 m (2.11.80 - 29 listopada 1969), 2 x na 3000 m (4.56.30 - 18 stycznia 1964 i 4.42.00 - 3 stycznia 1970), 2 x na 5000 m (8.15.90 30 grudnia 1967 i 8.11.70 - 29 grudnia 1969), 10000 m (16.59.80 - 8 lutego 1970), 2 x w dużym wieloboju (190,118 - 19 lutego 1969, 190,085 - marzec 1970).
W SN PTT m.in. trener mistrza i rekordzisty Polski Jana Miętusa. Następnie w Szkole Mistrzostwa Sportowego w Zakopanem odkrył i doprowadził do sukcesów przyszłą olimpijkę i wielokrotną mistrzynię Polski Zofię Tokarczyk, która później została jego żoną.
Od 1989 r. pracował w USA, m.in. trenował kadrę juniorów tego kraju. Mieszkał w Salt Lake City.